# José Eduardo dos Santos
José Eduardo dos Santos (født 28. august 1942 i Luanda, død 8. juli 2022) var en ingeniør, officer og politiker fra Angola, der var Angolas anden præsident fra 1979 til 2017.
I 1956 sluttede Dos Santos sig til MPLA, en af flere organisationer, der kæmpede for Angolas uafhængighed fra Portugal. Fra 1961-70 var han i eksil.
I 1974 blev han medlem af MPLAs centralkomite. Han blev Angolas anden præsident i 1979 efter præsident Agostinho Netos død. Under hans regering var der en lang borgerkrig, der først endte i 2002.
1. ↑  Navnet er anført på engelsk og stammer fra Wikidata hvor navnet endnu ikke findes på dansk.